# エビモ
エビモ (Potamogeton crispus) は、ヒルムシロ科ヒルムシロ属の水草。縮れた葉を持つ。

## 分布
南米以外の世界各地に分布する。北米では五大湖などに侵入し、侵略的外来種として扱われている。湖沼やため池、河川などに生育。水質汚濁には強い。

## 形態

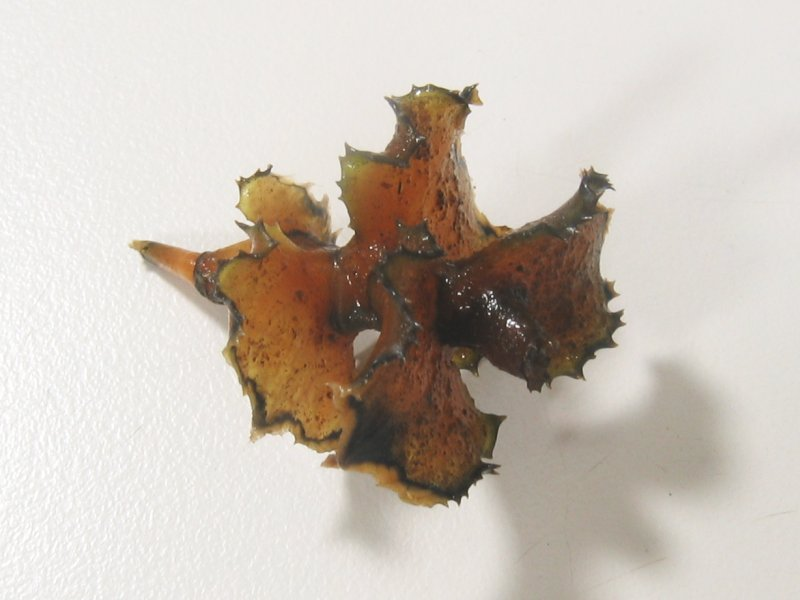
殖芽

地下茎から水中茎を伸ばし、縮れた線形の沈水葉をつける。葉の長さは3-10cm、幅3-9mm。
花期は5-10月、穂状花序で、水上に花茎を突き出して開花する。花茎は2-7cm、花穂は5-12mm。結実は稀。また殖芽を形成して、無性的に繁殖する。

## 利害
特に利用されない。
外来種として侵入し、増殖すると、在来の植物を駆逐してしまうことがある。また湖沼に大量に繁茂することで、ボートなどでの移動を妨害することもあり、厄介者扱いされる場合もある。